# Mary Rorke

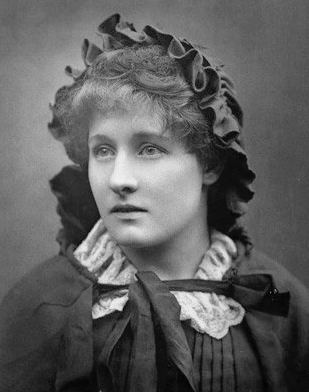
Mary Rorke c. 1886

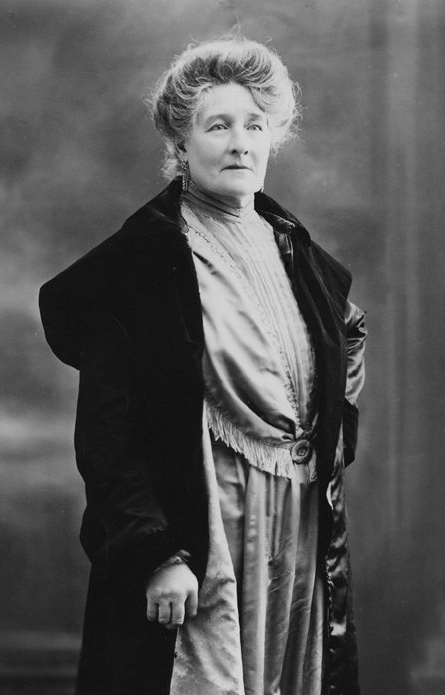
Mary Rorke, 1919

Mary Rorke (14 de fevereiro de 1858 – 12 de dezembro de 1938) foi uma atriz britânica da era do cinema mudo.

## Filmografia selecionada
- The Marriage of William Ashe (1916)
- Dr. Wake's Patient (1916)
- The Second Mrs Tanqueray (1916)
- Tinker, Tailor (1918)
- The Right Element (1919)
- The Bridal Chair (1919)
- Testimony (1920)
- Unmarried (1920)
- Pillars of Society (1920)
- Boy Woodburn (1922)
- The Starlit Garden (1923)
- The Harbour Lights (1923)
- Thou Fool (1926)
- For Valour (1928)
- Reckless Decision (1933)